# 역사관
역사관(歷史觀)은 간단하게 정의하면 '역사의 발전 법칙에 대한 체계적인 견해' 로, 사관이라고도 하며 다양한 역사관이 존재한다. 역사관은 역사가의 역사에 대한 이해, 해석원리, 가치관, 관념등을 포함하는 개념이다. 역사관은 시대에 따라, 사람에 따라 달라질 수 있다. 왜냐하면 사회상과 사람의 가치관에 따라 역사관은 얼마든지 달라질 수 있기 때문이다. 역사관은 역사연구에 의해 확인되고, 발전하게 된다.
동양에는 이러한 역사관은 그렇게 큰 문제가 되지 않았지만, 서양의 경우 역사관은 시대에 따라 큰 변화를 겪는다. 고대에는 순환사관, 중세에는 종교사관, 르네상스 이후 근대에는 앞 시대와는 달리 헤겔과 마르크스 등 많은 사관이 등장한다. 르네상스 시대에는 신학보다는 인간을 중시했기 때문에 종교사관에서 벗어나게 된다. 앞에서도 말했지만, 이렇듯 사회상에 따라 역사관은 달라질 수 있다. 또한 19세기 이후 서양의 영향을 받은 동양 또한 여러 사관들이 생겨나기 시작한다.

## 종류
사관은 오래전부터 발전되어 온 것인 까닭으로, 수없이 많은 사관이 존재한다. 다음은 그중 대표적인 예를 기술한 것이다.
- 실증사관: 과거의 객관적이고 분명한 사실만을 역사로 인식하는 사관
- 식민사관: 제국주의 국가가 식민지배의 학문적 기반을 확고히 하기 위하여 조작해낸 사관
- 민족사관: 식민사학에 대항하여 한(韓)민족의 우수성과 주체적 발전을 강조하는 사관
- 유물사관: 사회의 현상의 성립·연관·발전 방법을 변증법적 유물론의 입장에서 설명한 마르크스주의의 역사관으로 물질생산이 역사를 바꾼다는 사관
- 순환론적 사관: 역사적 규칙성 또는 법칙성이라는 관념을 가지고 있으며, 사건 하나하나가 다르고 인물이 다르다 하더라도 그 기초에 있는 인간성에는 공통점이 있다는 사실에 기초하고 있으며, 역사는 반복된다는 사관
- 문명사관: 인류역사는 직선적으로 발전하는 것이 아니라, 성장하다가 절정기를 맞고, 결국 쇠퇴하게 된다는 사관. 제2차 세계 대전 후 낙관적이었던 생각을 바꾸면서 유행한 사관
- 역사주의사관: 모든 사상(事象)을 역사적 생성과정으로 보고 그 가치 및 진리도 역사의 발전과정에서 나타난다는 사관
- 우연사관: 역사는 우연히 벌어진 어떤 사건에 의해 달라진다는 사관이다. 이 사관에서는, 역사를 파악하는 일반적인 입장으로서, 어떤 결과에는 반드시 그것을 초래한 필연적 원인이 있다고 보고, 그 시간적인 인과 관계에 주목하는 것이지만, 실제로는 이 같은 역사의 일반적 현상으로는 설명할 수 없는, "역사의 우연성"이라 할 수 있는 일들이 일어난다고 주장한다.[1]
- 영웅주의 사관: 우연사관과 관련있는 개념으로 역사는 우연히 등장한 영웅이 바꾼다는 사관

## 한국의 역사관
한국은 일본 제국주의 때 만들어진 식민사관이 존재했고, 이에 대응하는 민족사관 또한 생겨났다. 식민사관은 기본적으로 한민족이 외세의 영향을 받았다는 것을 강조하고, 민족사관은 한민족 스스로가 일구어낸 역사를 강조한다. 광복 이후 식민사관은 그 힘을 잃어갔지만, 완전히 해결된 것은 아니며, 아직도 곳곳에 식민사학의 영향이 나타나 있는 것으로 보고 있다. 또한, 광복 이후 또 다른 형태의 사관의 대립이 나타나는데, 강단사학과 재야사학의 대립이 그것이다. 강단사학은 재야사학이 검증되지 않거나, 유적,유물, 기록에 일치하지 않는 점 등을 들어 비판하고, 재야사학은 강단사학이 식민사관에서 벗어나지 못하였다는 점을 들어 비판한다.

### 종류
- 식민사관: 일제의 한국침략과 식민통치를 정당화하는 사관
- 민족사관: 식민사학에 대항하여 민족의 우수성과 한국사의 주체적 발전을 강조하는 사관
- 대륙사관: 한민족은 예부터 반도에만 국한된 것이 아니라, 중국대륙까지 영토를 넓혔다고 주장하는 사관 (↔반도사관)
- 민중사학 또는 민중사관: 역사발전의 주체는 민중이라는 대전제 아래 민족적·사회경제적 모순구조를 분석하고 그 모순을 해결해 가는 민중의 활동을 역사서술의 중심에 두는 역사학계의 학문사조